# Raport z oblężonego miasta
Raport z oblężonego miasta – album Przemysława Gintrowskiego, nagrany w 1986 roku.
Album funkcjonował w drugim obiegu do 1990 roku, kiedy został oficjalnie wydany na płycie winylowej nakładem wydawnictwa Polskie Nagrania. W 1999 roku nakładem tego samego wydawnictwa ukazało się wznowienie albumu na płycie CD. Wersja oficjalna została skrócona o siedem utworów w stosunku do oryginału.
Album zawiera kompozycje Przemysława Gintrowskiego do tekstów Zbigniewa Herberta, Lothara Herbsta, Mieczysława Jastruna, Tomasza Jastruna, Jacka Kaczmarskiego, M. Mayera, Leszka Szarugi oraz Jana Krzysztofa Kelusa (wersja nieoficjalna).

## Lista utworów

### Wersja nieoficjalna
1. „Prolog”
2. „Prolog, cz. 2”
3. „Raport z oblężonego miasta”
4. „Będziemy oddychać cicho”
5. „Przebudzenie”
6. „Karzeł”
7. „Duch czasu”
8. „Xxx (Smutno powiewa)”
9. „Na skrzyżowaniach”
10. „List”
11. „Tajne spotkanie z M***”
12. „Winda”
13. „Sufit w celi 11.”
14. „Górnicy”
15. „Zomo - Spokój - Bies”
16. „Ślepiec”
17. „Gdy tak siedzimy”
18. „Wróżba”
19. „Nie będzie przebaczenia”
20. „Odpowiedź”
21. „Przesłanie Pana Cogito”
22. „Epilog”

### Wersja oficjalna
1. „Prolog”
2. „Raport z oblężonego miasta”
3. „Będziemy oddychać cicho”
4. „Przebudzenie”
5. „Karzeł”
6. „Xxx (Smutno powiewa)”
7. „Na skrzyżowaniach”
8. „Tajne spotkanie z M***”
9. „Winda”
10. „Górnicy”
11. „Zomo – Spokój – Bies”
12. „Gdy tak siedzimy”
13. „Wróżba”
14. „Odpowiedź”

## Wykonawcy
- Przemysław Gintrowski – śpiew, gitara, instrumenty klawiszowe, fortepian
- Zbigniew Łapiński – fortepian

Słowa (wersja nieoficjalna):
Anonim - 10, 16

Zbigniew Herbert - 3, 5, 20, 21

Lothar Herbst - 1, 2, 8, 19

Mieczysław Jastrun - 15

Tomasz Jastrun - 9, 11, 12, 14, 15

Jacek Kaczmarski - 6, 7, 18

Ryszard Holzer - 4

Leszek Szaruga - 17

Jan Krzysztof Kelus - 13
Muzyka:
Przemysław Gintrowski, oprócz (wersja nieoficjalna): 7 i 10 - Zbigniew Łapiński